# Страсти Христовы (сборник)

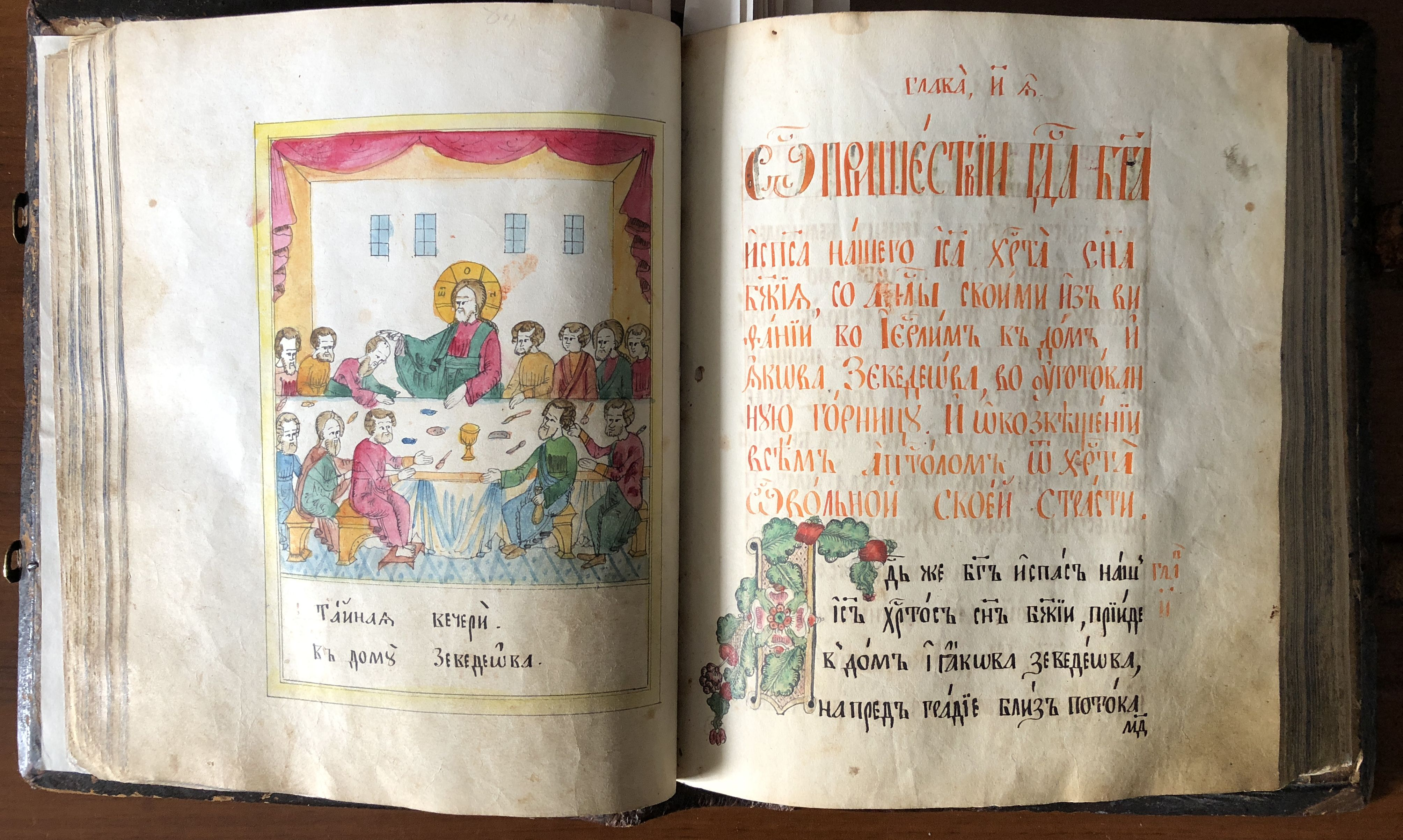
«Страсти Христовы» (старообрядческая иллюминированная рукопись, 1860-е гг.)

«Страсти Христовы» — апокрифический старообрядческий сборник, повествующий о последних днях земной жизни Иисуса Христа, его распятии, Воскресении и схождении во ад. В настоящее время сборник продолжает читаться в среде старообрядцев в дни Великого поста и особенно Страстной Седмицы.

## Происхождение
С точки зрения О.А. Савельевой, ранняя редакция книги была составлена на Украине, а позднее переведена на церковнославянский язык. Перевод данной редакции начал распространяться на Руси, вероятно, в правление царя Алексея Михайловича. Большую популярность книга приобрела в среде старообрядцев (занимает существенное место среди изданий старообрядческих типографий во Львове, Почаеве, Супрасле в XVIII—XIX веках). 
Основу сборника составили несколько апокрифических сказаний. Например, основой повествования о схождении Христа во ад и изведении праведников взято из так называемого «Евангелия от Никодима» (II век). Кроме «Страстей Христовых» это сказание стало источником некоторых богослужебных текстов, например, службы Великой Субботы и иконописных сюжетов.

## Состав
Состоит обычно из 32-х глав. 
В книге особенное место занимают эпизоды, почти не затронутые в канонических Евангелиях. Среди них стоит отметить:
- «О поставлении друга Христова Лазаря архиереем в Китейский град»;
- «О возвещении господа нашего Исуса Христа пречистой своей матери, яко идет на страсть вольную, и о поручении ея Женам мироносицам»
- «О воскресении Христовом и сошествии его во ад»,
- «О пришествии из Иеросалима в Рим к кесарю Марфы, Марии»
- «О раскаянии и страдании Пилатове»
- «О гибели первосвященников Анны и Каиафы».